# Bird Island (Gambia)
Bird Island ist eine Insel des Gambia-Flusses im westafrikanischen Staat Gambia.

## Geographie
Die ungefähr 1.780 Meter lange und 530 Meter breite unbewohnte Insel liegt rund 240 Fluss-Kilometer flussaufwärts von Banjul. Der Gambia verengt sich hier auf eine Breite von etwa 375 Meter und hat hier eine Tiefe von vier Meter. Hinter der Insel befindet sich ein ungefähr 80 Meter schmaler Kanal.
Etwa sechs Kilometer östlich, den Gambia flussaufwärts, liegt am rechten Flussufer der nächste größere Ort Kuntaur.
Getreu ihrem Namen leben auf Bird Island sehr viele Vögel. Neben einer Kolonie von verschiedenen Wasservögeln bietet sie Brutplätze für Kormorane, den gefährdeten Afrika-Schlangenhalsvogel (Anhinga rufa) sowie für Silberreiher (Casmerodius albus). Für viele andere 15.000 bis 20.000 Vögel dient die Insel als Schlafplatz.